# 2764 Moeller
2764 Moeller este un asteroid din centura principală, descoperit pe 8 februarie 1981, de Norman Thomas.